# Eucalyptus risdonii
Eucalyptus risdonii  (лат.) — вид цветковых растений рода Эвкалипт (Eucalyptus) семейства Миртовые (Myrtaceae). Эндемик южной Тасмании. Считается ювенильной формой другого, родственного вида Eucalyptus tenuiramis.